# Neon Genesis Evangelion (Manga)
Der Manga Neon Genesis Evangelion (jap. 新世紀エヴァンゲリオン, Shin Seiki Evangerion) vom japanischen Zeichner Yoshiyuki Sadamoto ist eine Adaption der Anime-Fernsehserie Neon Genesis Evangelion.
Die Handlung des Mangas ist an die der Serie angelehnt, weicht jedoch an vielen Stellen ab, basiert aber auf der gleichen Vorgeschichte. Das Werk lässt sich in die Genre Science-Fiction, Mecha, Seinen und Dystopie einordnen.

## Handlung
Als der 14-jährige Shinji Ikari nach Neo-Tokyo kommt, da er von seinem Vater Gendo Ikari dorthin berufen wurde, gerät er in den Kampf gegen einen Engel, der die Stadt angreift. Misato Katsuragi, die ihn abholen soll, rettet ihn aus dem Gefahrenbereich. Da konventionelle Waffen gegen den Engel versagen, soll Shinji in einem Evangelion (EVA) gegen diesen kämpfen. Und dies unter dem Kommando seines Vaters, der der Organisation NERV angehört, welche die EVAs betreibt. Nachdem sein Widerstand dagegen gebrochen wurde und er im Kampf ist, wird er beinahe besiegt. Doch als er in seinem EVA-01 seine Mutter erkennt, kann er den Engel trotz fehlender Energieversorgung bezwingen. Nach dem Kampf zieht Shinji bei Misato ein. An seiner Schule wird er von seinem Mitschüler Toji Suzuhara geschlagen, da seine Schwester bei dem Kampf verletzt wurde. Beim Angriff des nächsten Engels aber rettet Shinji Toji und seinen Mitschüler Kensuke Aida. Nach dem Kampf reißt Shinji aus, weil er niemanden mehr verletzen will. Bald darauf wird er wieder zurückgebracht und entscheidet sich, weiter bei Misato zu wohnen und den EVA zu steuern.
In der folgenden Zeit wundert sich Shinji über das Verhalten Rei Ayanamis, der Pilotin von EVA-00. Sie hatte häufig Probleme mit der Steuerung ihres EVAs. Den nächsten Engel müssen sie gemeinsam besiegen. Nach dem gemeinsamen Kampf beginnt Rei, sich Shinji zu öffnen. Später treffen Shinji und seine Mitschüler in der Innenstadt von Neo-Tokyo Soryu Asuka Langley, die dritte Pilotin. Diese ist gerade aus Deutschland eingetroffen, hat auf dem Weg nach Japan bereits einen Engel besiegt und steckt nun in einer Prügelei, die sie selbst begonnen hat. Sie entscheidet sich zusammen mit Shinji, Misato und Misatos Haustier, der Pinguin Pen² (PenPen, jap. Pinguin Pinguin), in einer Wohnung zu wohnen.
Gemeinsam mit Asuka kam Kaji Ryoji nach Japan, der den Embryo Adams mitbrachte. Dieser spielt eine zentrale Rolle beim Projekt zur Vervollkommnung der Menschheit. Im Kampf gegen den nächsten Engel müssen Shinji und Asuka ihre Bewegungen aufeinander abstimmen, um erfolgreich zu sein. Dies gelingt nur nach aufwendigem Üben, da beide nur schwer miteinander auskommen. Bald kommen sich Misato und Kaji wieder näher, beide waren in ihrer Jugend bereits einmal zusammen. Auch Shinji, Rei und Asuka gehen immer offener miteinander um. Den Angriff des nächsten Engels können sie gemeinsam abwehren. Doch bald darauf folgen Shinji und Misato Kaji in die Katakomben des NERV-Hauptquartiers. Dort zeigt er ihnen eine riesige, an einem Kreuz hängende Gestalt, die er Adam nennt. Er erklärt Shinji, dass hinter NERV und den EVAs die Organisation SEELE steckt. Diese folgen einem Plan aus den Schriftrollen von Qumran, die auch die Bekämpfung der Engel beinhalten. Infolge dieser Erkenntnisse zieht sich Shinji wieder mehr zurück.
Kurze Zeit später wird Toji, ohne dass Shinji davon weiß, zum „Fourth Children“ und soll den EVA-03 steuern. Doch beim Testlauf wird dieser von einem Engel besessen. Als Shinji nun den EVA bekämpfen soll, bekommt er Angst, weil ja ein Mensch dort drin sitzt. Daraufhin übernimmt das Dummy-Plug-System seinen EVA und Shinji muss mit ansehen, wie EVA-03 vor seinen Augen zerfleischt wird. Danach erfährt er, dass Toji der Pilot war und beim Kampf starb. Als er daraufhin gegen seinen Vater und Kommandanten von NERV vorgehen will, wird er weggeschickt.
Als der nächste Engel angreift, gelingt es diesem, schnell zu NERV vorzudringen und die anderen EVAs zu besiegen. Zugleich erzählt Kaji Shinji von seiner Jugend als Straßenjunge nach dem Second Impact, während dessen viele seiner Freunde starben. Er kann Shinji überzeugen, wieder im EVA gegen den Engel zu kämpfen. Doch als wieder die Energieversorgung abbricht, macht sich der EVA erneut selbstständig und verschlingt die Energiequelle des Engels, das S²-Organ. Danach kann er wieder gebändigt werden, stellt aber nun selbst eine Gefahr dar. Shinji ist nun in diesem gefangen und wird mit seinen psychischen Problemen konfrontiert. Währenddessen hoffen Misato, Asuka und Rei auf seine baldige Rettung. Nach der Rettung untersucht SEELE die Vorfälle. In der Folgezeit wir Kaji Ryoji von einem Unbekannten erschossen.
Rei und Shinji wieder mehr einander, woraufhin Asuka sich jedoch immer mehr zurückzieht. Als der nächste Pilot, Kaworu Nagisa, eintrifft, kommt es wieder zum Angriff eines Engels. Dabei wird Asuka psychisch so geschädigt, dass sie ihren EVA-02 nicht mehr steuern kann. Nun soll Kaworu diesen steuern. Beim Kampf gegen den nächsten Engel ist Rei gezwungen, sich mit ihrem EVA in die Luft zu sprengen, um Shinji zu retten. Daraufhin verbringt Shinji die Nacht bei Kaworu, weil er nicht nach Hause will, obwohl er diesen nicht sehr mag. In der Nacht kommt es dazu, dass Kaworu Shinji sagt, dass er ihn lieben würde. Kurz darauf wird bekannt, das Rei noch lebt. Sie hält jedoch wieder Distanz zu Shinji. Bald offenbart Ritsuko Shinji und Misato, dass Rei ein Klon ist und nach ihrem Tod der nun dritte an die Stelle der Vorgänger trat. Nachdem Ritsuko nun aber die anderen Klone zerstört, wird auch Rei einzigartig.
Kurz darauf nimmt Gendo Ikari den Embryo Adams in sich auf. Es wird offenbart, dass der Second Impact von Menschen ausgelöst wurde, um Adam und die Engel von der Zerstörung der Menschheit abzuhalten. Kaworu gibt sich als zwölfter Engel zu erkennen und Shinji muss gegen ihn kämpfen. Schließlich tötet er Kaworu auf dessen Wunsch, da dieser auch sterben würde, würde er den Third Impact auslösen. Zuvor erzählt er Shinji, dass SEELE die Menschheit vernichten will, um sie dann als ein vollkommenes Wesen wieder auferstehen zu lassen. Bald darauf greift die japanische Armee NERV an, damit SEELE diesen Plan umsetzten kann. Shinji wird fast von der Armee, die immer tiefer in die Zentrale von NERV eindringt, getötet, doch Gendo und Misato retten ihn. Er erfährt, dass sein Vater die Pläne SEELEs durchkreuzen will, um sich an ihnen und Gott zu rächen. Misato erzählt Shinji, dass das Leben durch den First Impact auf die Erde gebracht wurde. Nun sind in Form der Engel alternative Formen des Menschen aufgetreten, die an dessen Stelle treten wollten. Der Mensch selbst ist der dreizehnte Engel, den SEELE vernichten will, um als besseres Wesen an dessen Stelle zu treten. Shinji soll dies nun verhindern. Währenddessen erkennt Asuka, dass die Seele ihrer Mutter in EVA-02 steckt, sodass sie ihn wieder steuern und damit die Armee aufzuhalten kann. Nun setzt SEELE neun automatische Evangelion ein, die sie für diesen Zweck herstellen ließen. Misato bringt Shinji zu EVA-01, doch wird sie dabei von den Soldaten getötet.
Im Kampf gegen die EVA-Serie kann Asuka nicht bestehen, doch Shinji kommt ihr zu Hilfe. Jedoch lassen sich die EVA nicht töten, sodass sie schließlich EVA-01 mit Shinji in ihre Gewalt bekommen. Damit beginnt die von SEELE angestrebte Zeremonie zur Vollendung der Menschheit. Währenddessen befindet sich Gendo Ikari zusammen mit Rei bei dem Wesen im NERV-Hauptquartier, das in Wirklichkeit Lilith ist. Gendo will Rei und Adam in seiner Hand mit Lilith verschmelzen lassen und so die Zeremonie von SEELE in seinem Sinne manipulieren. Doch Rei gehorcht ihm nicht und vereinigt sich aus eigenem Willen mit Lilith, um Shinji zu treffen. Als riesige Lichtgestalt erhebt sie sich zu EVA-01, der von den EVAs in dem Himmel über NERV gebracht wurde. Gendo Ikari und Ritsuko, die ihn aufhalten wollte, erschießen sich gegenseitig. Die Zeremonie wird fortgeführt, EVA-01 mit Shinji in sich wird zunächst zum Baum des Lebens und vereinigt sich dann mit Lilith. Sie verspricht Shinji und allen Menschen das Ende aller seelischen Schmerzen, indem nun alle Menschen ihre Körper verlieren und sich ihre Seelen vereinigen. Missverständnisse, Zurückweisungen und Feindseligkeit sind nun nicht mehr möglich. Allen Menschen erscheint in diesem Moment Lilith als ein Mensch, den sie besonders lieben.
Doch Shinji entscheidet sich, gegenüber der Erscheinung Reis, dass die Menschheit so nicht enden soll. Er erinnert sich an das Versprechen an seine Mutter, das Glück aller Menschen zu beschützen. Zwar können die Menschen einander nicht mehr Schmerzen zufügen, sich aber auch nicht mehr lieben, kein Glück empfinden und sind wie tot. Daraufhin löst sich Lilith auf und die Seelen der Menschen fallen zurück zur Erde. Shinjis Mutter, deren Seele noch immer in EVA-01 lebt, verabschiedet sich von ihm und versichert, dass jeder Mensch seinen Körper zurückerhält, wenn er sich an seine Gestalt erinnert.

## Entstehung und Themen
Yoshiyuki Sadamoto hat nach eigener Aussage den Manga gezeichnet, weil ihm dies bei der Arbeit an der Fernsehserie ein Bedürfnis war. Die Handlung hat er verändert, da er geradlinige Handlungsverläufe bevorzugt und sich ein Happy End wünscht. Dieses könne jedoch nur darin bestehen, dass Shinji überlebt, ähnlich wie im Film Neon Genesis Evangelion: The End of Evangelion. Die Kampfszenen wären einfacher gestaltet, weil sie im Manga nie mit denen der Serie mithalten könnten, sodass er sich auf anderes konzentriert hat.
Laut Helen McCarthy erschien der Manga auch deswegen vor dem Anime, um das Publikum auf die kommende Fernsehserie neugierig zu machen. Wie auch die Animeserie geht es im Manga um die Entfremdung der Protagonisten, insbesondere Shinji Ikaris in seinem Verhältnis zu seinem Vater und anderen. Auch zu großes Vertrauen in sich selbst und den technischen Fortschritt zur Rettung der Menschheit, die jedoch fehlschlägt, ist ein Hauptthema. Im Gegensatz zur Fernsehserie konzentriert sich der Manga aber mehr auf Interaktion der Charaktere.

## Veröffentlichung
Der Manga erschien in Japan seit Dezember 1994 im Manga-Magazin Shōnen Ace des Verlags Kadokawa Shoten und damit knapp ein Jahr vor Veröffentlichung der Fernsehserie. Im Oktober 2007 erschien die Serie mit Kapitel 77 letztmals Shōnen Ace und pausierte danach. Im Juli 2009 wurde sie in der Erstausgabe der Young Ace wieder aufgenommen, in der am 4. Juni 2013 (Ausgabe 7/2013) mit Kapitel 96 die Serie abgeschlossen wurde. Bisher wurden 13 Sammelbände (Tankōbon) veröffentlicht, wobei ein 14. geplant ist.
Der Manga wird neben Deutsch unter anderem auf Englisch von Viz Media (USA) und Madman Entertainment (Australien) veröffentlicht, auf Französisch vom Verlag Glénat, auf Spanisch von Editorial Ivréa und Grupo Editorial Vid, sowie Chinesisch (Volksrepublik und Taiwan), Finnisch, Italienisch, Polnisch und Portugiesisch (Brasilien), aber auch auf Dänisch, Niederländisch und Schwedisch.
Auf Deutsch erschienen bei Carlsen bis 2015 alle 14 Bänden. Die Übersetzung stammt von Antje Bockel. Von Januar 2021 bis November 2023 erschien die Reihe als Perfect Edition in Doppelbänden bei Carlsen Manga.

## Rezeption
Bis Oktober 2010 verkauften sich die Sammelbände in Japan mehr als 23 Millionen Mal. Die Young Ace 7/2013 mit dem letzten Kapitel war binnen weniger Tage landesweit ausverkauft, so dass sich der Verlag zu dem ungewöhnlichen Schritt entschloss das letzte Kapitel in der Folgeausgabe erneut abzudrucken. Als Grund für den Erfolg nennt Helen McCarthy ihre apokalyptische Stimmung, die Mitte der 1990er Jahre in Japan einen Nerv traf. Gerade Anfang 1995 geschah das Erdbeben von Kōbe.
Tatsuya Seto hebt in 1001 Comics vor allem Yoshiyuki Sadamotos filigran-dynamischen Zeichenstil hervor, mit dem ihm die subtile Darstellung von Gefühlen, auch im Gesicht der emotionslosen Rei Ayanami, gelänge. Die komplexe Geschichte des Mangas werde dominiert von Shinjis inneren Konflikten, Fragen zu seiner Identität, Mission und Existenz. Dies unterscheide die Serie von anderen Science-Fiction-Werken und sei Grund für ihren Erfolg. Jean-Marie Bouissou nennt den Manga als Beispiel der in den 1990er Jahren komplexer werdenden Handlung und Themen im Mecha-Genre, die sich mit existenziellen Problemen der Protagonisten auseinandersetzen. Jason Thompson hebt hervor, dass der Handlung durch die Konzentration auf zwischenmenschliche Beziehungen statt auf Kämpfe leichter zu folgen sei. Die Abweichungen zur Fernsehserie seien interessant, auch und gerade für Fans des Animes, und verraten auch etwas über Sadamotos persönliche Sicht auf die von ihm für die Fernsehserie geschaffenen Figuren. Sein Manga sei jedenfalls deutlich besser als andere Adaptionen des Animes.
Laut Splashcomics enthält der Manga nicht nur eine gute Geschichte, sondern auch viel Manga-typischen Humor. Weil sich der Manga aber recht nah an die Serie halte, bliebe der Charme und die Atmosphäre dieser erhalten. Die Charaktere würden detailliert bis in ihre Psyche beleuchtet und die Handlung zunehmend komplexer. Zudem werden die Zeichnungen von Sadamoto gelobt, die detailreich und präzise seien. Es werde eine düstere Stimmung erzeugt und viel mit Symbolik gearbeitet.